# Día Internacional de Concienciación sobre la Pérdida y el Desperdicio de Alimentos
El Día Internacional de Concienciación sobre la Pérdida y el Desperdicio de Alimentos es una jornada que se celebra anualmente el 29 de septiembre desde 2020, proclamada por la Asamblea General de las Naciones Unidas en 2019.

## Proclamación
El Día Internacional de Concienciación sobre la Pérdida y el Desperdicio de Alimentos fue proclamado por la Asamblea General de las Naciones Unidas el 19 de diciembre de 2019, a propuesta de Andorra y San Marino. Esta proclamación tiene como objetivo concienciar sobre la importancia de reducir la pérdida y el desperdicio de alimentos para mejorar la seguridad alimentaria y nutricional, y promover la sostenibilidad de los sistemas alimentarios. La jornada busca llamar la atención del sector público y privado, así como de la sociedad en general, sobre la necesidad de adoptar medidas integradas que permitan reducir la pérdida y el desperdicio de alimentos, fomentando innovaciones y buenas prácticas.

## Celebración
La fecha elegida para esta conmemoración es el 29 de septiembre, y la primera celebración oficial tuvo lugar en 2020. Este día fue seleccionado para alinear los esfuerzos globales en torno a la reducción de la pérdida y el desperdicio de alimentos, reforzando la importancia de esta cuestión en el contexto de la Agenda 2030 para el Desarrollo Sostenible, que pretende reducir a la mitad el desperdicio mundial de alimentos per cápita en los niveles minorista y de consumo, y reducir las pérdidas de alimentos a lo largo de las cadenas de producción y suministro. Las actividades típicas de la celebración incluyen campañas de sensibilización, conferencias, seminarios, y la promoción de prácticas sostenibles en la cadena de suministro de alimentos. Además, se destacan las iniciativas para mejorar la infraestructura de transporte y almacenamiento, y la adopción de tecnologías innovadoras para prevenir el desperdicio.
La Organización de las Naciones Unidas para la Alimentación y la Agricultura (FAO) y el Programa de las Naciones Unidas para el Medio Ambiente (PNUMA) son las principales agencias que lideran esta celebración. La FAO se centra en la medición y reducción de la pérdida de alimentos, mientras que el PNUMA promueve la reducción del desperdicio alimentario a nivel de consumo en los hogares y en la venta minorista.

## Temas
- 2020-2021: Pon fin a la pérdida y el desperdicio de alimentos. Por las personas. Por el planeta[4][5]
- 2022: Hacer frente a la pérdida y el desperdicio de alimentos: una oportunidad de ganar por partida triple[6]

- 2023: Take action to reduce food loss and waste towards transforming global agrifood systems,[7] ('Reducir la pérdida y el desperdicio alimentario: actuar para transformar los sistemas alimentarios')